# Nedre Abmoselet
Nedre Abmoselet är en sjö i Arvidsjaurs kommun i Lappland och ingår i Piteälvens huvudavrinningsområde. Sjön har en area på 0,608 kvadratkilometer och ligger 320,1 meter över havet. Nedre Abmoselet ligger i Piteälven Natura 2000-område. Sjön avvattnas av vattendraget Abmoälven.

## Delavrinningsområde
Nedre Abmoselet ingår i det delavrinningsområde (732026-166365) som SMHI kallar för Utloppet av Nedre Abmoselet. Medelhöjden är 355 meter över havet och ytan är 9,22 kvadratkilometer. Räknas de 82 avrinningsområdena uppströms in blir den ackumulerade arean 1 091,42 kvadratkilometer. Abmoälven som avvattnar avrinningsområdet har biflödesordning 2, vilket innebär att vattnet flödar genom totalt 2 vattendrag innan det når havet efter 139 kilometer. Avrinningsområdet består mestadels av skog (92 procent). Avrinningsområdet har 0,65 kvadratkilometer vattenytor vilket ger det en sjöprocent på 7 procent.